# Goldschnäpper

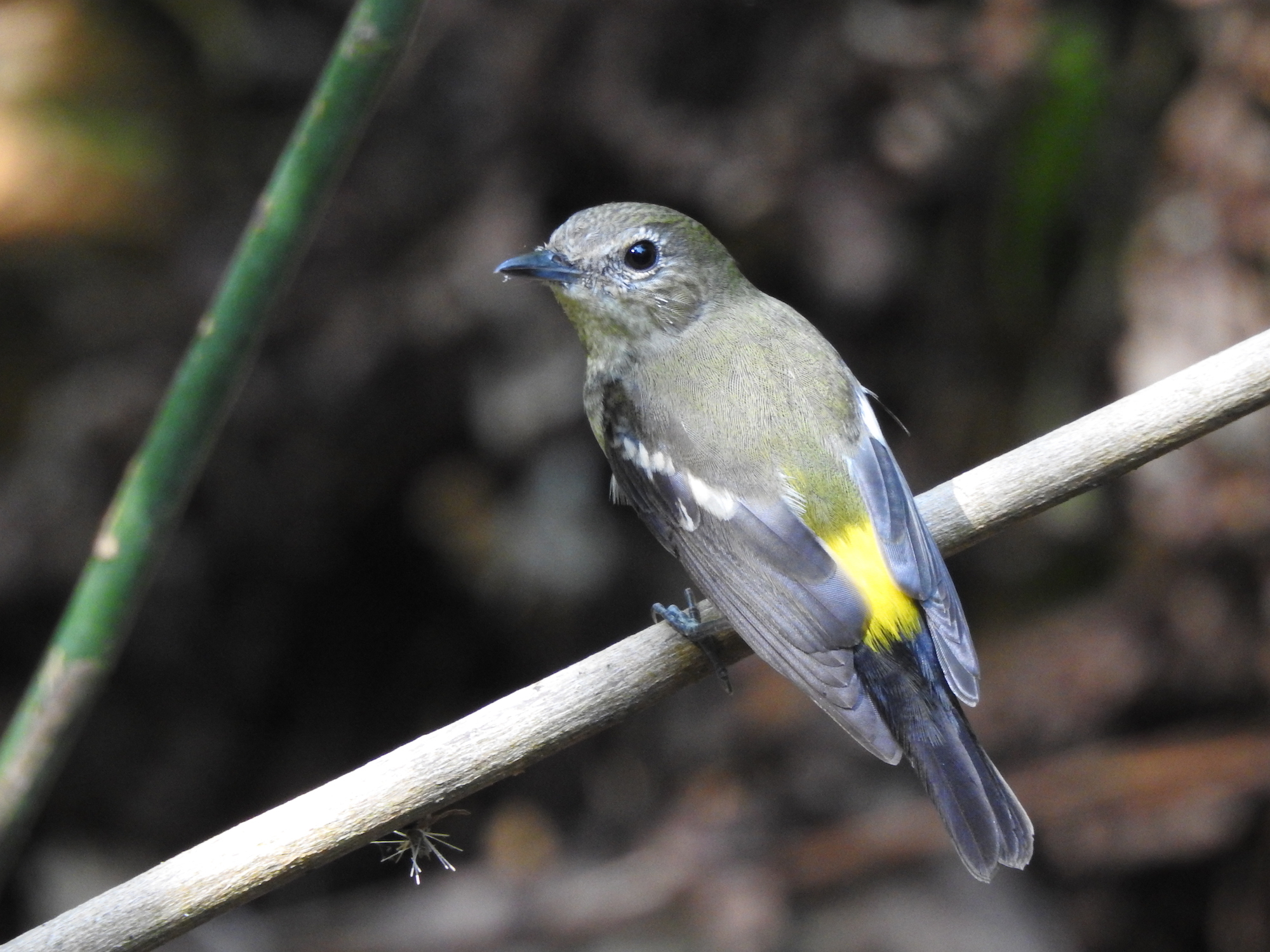
Goldschnäpper (Ficedula zanthopygia), Weibchen

Der Goldschnäpper (Ficedula zanthopygia) oder Korea-Goldschnäpper ist ein kleiner Singvogel aus der Familie der Fliegenschnäpper, der in Ostasien im Nordosten Chinas und auf der Koreanischen Halbinsel verbreitet ist. Die Überwinterungsgebiete liegen in Südostasien und auf Sumatra. Es sind keine Unterarten bekannt, die Art gilt daher als monotypisch. Der Goldschnäpper ähnelt dem verwandten Narzissenschnäpper, welcher im Deutschen manchmal ebenfalls als Goldschnäpper bezeichnet wird.

## Aussehen
Goldschnäpper erreichen eine Länge von 13 bis 13,5 Zentimetern und ein Körpergewicht von 9 bis 15 Gramm. Beide Geschlechter weisen ein auffälliges zitronengelbes Brustgefieder auf. Das Rückengefieder der Männchen ist vom Scheitel bis zum Schwanz schwarz gefärbt und wird nur von einem weißen Überaugenstreif und einem weißen Fleck auf den inneren Deckfedern unterbrochen. Das Weibchen weist eine weniger kontrastreiche olivgrüne Färbung des Rückens auf.

## Verbreitungsgebiet
Die Brutgebiete des Goldschnäppers liegen auf der Koreanischen Halbinsel, im Osten und Nordosten Chinas, im Russischen Fernen Osten, am Ussuri und im Osten von Transbaikalien. Sichtungen sind auch von Taiwan und aus Ost- und Südchina bekannt. Vor der Küste Japans ist der Vogel ein seltener Durchzügler. Die Überwinterungsgebiete finden sich hauptsächlich in Südostasien, der Malaiischen Halbinsel und Sumatra. Die Bestände gelten als stabil, obwohl es lokal zu Bestandsschwankungen kommen kann.

## Verhalten
In seinen Brutgebieten bevorzugt der Goldschnäpper alte Misch- und Laubwälder. Dabei ist er häufig in der Nähe von Wasser zu finden. Während des Zuges sind die Vögel jedoch auch in Parks und im Buschland zu finden. Die Art ernährt sich hauptsächlich von Wirbellosen, ergänzt seine Nahrung aber gelegentlich durch Beeren und Früchte. Die Brutperiode erstreckt sich von Mai bis Juli, das Nest wird dabei aus Moos, trockenem Gras und Pflanzenfasern zumeist in Baumhöhlen oder auf einem Zweig errichtet.